# 1809 aux États-Unis
Pour des articles plus généraux, voir Chronologie des États-Unis et 1809.
Chronologie des États-Unis
- 1805
- 1806
- 1807
- 1808
- 1809
- 1810
- 1811
- 1812
- 1813

Cette page concerne des événements d'actualité qui se sont produits durant l'année 1809 du calendrier grégorien aux États-Unis.

## Gouvernement
- Président : Thomas Jefferson (Républicain-Démocrate), puis James Madison (Républicain-Démocrate)à partir du 4 mars
- Vice-président : George Clinton (Républicain-Démocrate)
- Secrétaire d'État : James Madison (Républicain-Démocrate) jusqu'au 3 mars puis Robert Smith à partir du 6 mars
- Chambre des représentants - Président :  Joseph Bradley Varnum (Républicain-Démocrate)

## Événements

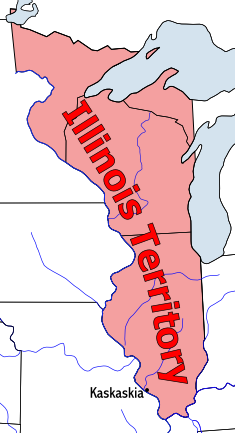
Territoire de l'Illinois

- 3 février : création du Territoire de l'Illinois par une loi voté par le Congrès, qui sera appliqué le 1er mars 1809.
- 17 février : fondation de l'université Miami d'Oxford.
- 20 février : une décision de la Cour suprême des États-Unis déclare que le pouvoir du gouvernement fédéral est plus grand que n'importe quel État individuel.

- 1er mars : 

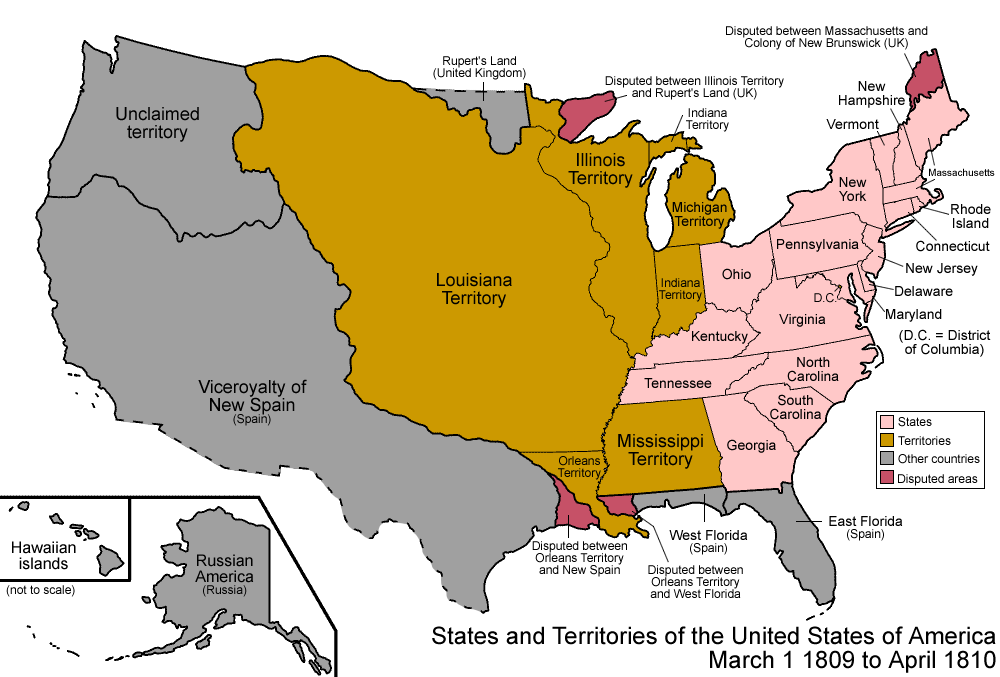
1er mars 1809 - avril 1810

  - Origine de la Guerre de 1812 : quatre jours avant la fin de la Présidence de Thomas Jefferson le congrès des États-Unis remplace la Lois sur l'embargo de 1807 par la Loi tout aussi difficile à appliquer de Non-Rapports (Non-Intercourse Act). Cette Loi lève tous les embargos à l'exception des ports britanniques ou français.
  - Le Territoire de l'Illinois est séparé du Territoire de l'Indiana. Il inclut les actuels États de l'Illinois et du Wisconsin, ainsi que le nord-est du Minnesota[1].
- 4 mars : cérémonie d'investiture à Washington D.C. du quatrième président des États-Unis, James Madison.
- 7 mars : fondation de la « Compagnie américaine des pelleteries de Saint-Louis »[2] (Compagnie des fourrures du Missouri en 1812).
- 30 septembre : 
  - Second traité de Fort Wayne : le deuxième Traité de Fort Wayne, (après celui du 7 juin 1803, Traité de Fort Wayne (1803)), permet aux États-Unis d'obtenir 11 600 km2 de la vallée de la Wabash, cédés par les Amérindiens Delawares, Shawnees, Putawatimis, Miamis, Eel River (en), Weeas, Kickapoos, Piankashaws, et Kaskas.
  - Dans les territoires de l’Ouest des États-Unis, les Shawnees, menés par leur chef Tecumseh, tentent de former une confédération des tribus indiennes pour lutter contre l’expansion des colons blancs. Ils estiment à quinze millions d’hectares l’étendue des terres appropriées. Les Américains doivent faire face aux revendications de plus en plus organisées des peuples indigènes.
- 30 décembre : on interdit le port des masques aux bals à Boston.
- Publication d'Observations sur la géologie des États-Unis de William Maclure, qui dresse la première carte géologique des États-Unis.

#### Articles généraux
- Histoire des États-Unis de 1776 à 1865
- Évolution territoriale des États-Unis